# Подборовье (Парфинский район)
Подборо́вье — деревня в Парфинском районе Новгородской области, входит в состав Федорковского сельского поселения.
Расположена на автодороге, связывающей посёлок Парфино с автодорогой М-10 «Россия». Ближайшие населённые пункты — деревни Кветины, Подчесье, Залесье.
С 2005 до 2010 года деревня входила в состав ныне упразднённого Лажинского сельского поселения.
| 2010 |
| ---- |
| 4    |